# اسلامی‌سازی و ترکی‌سازی سین‌کیانگ

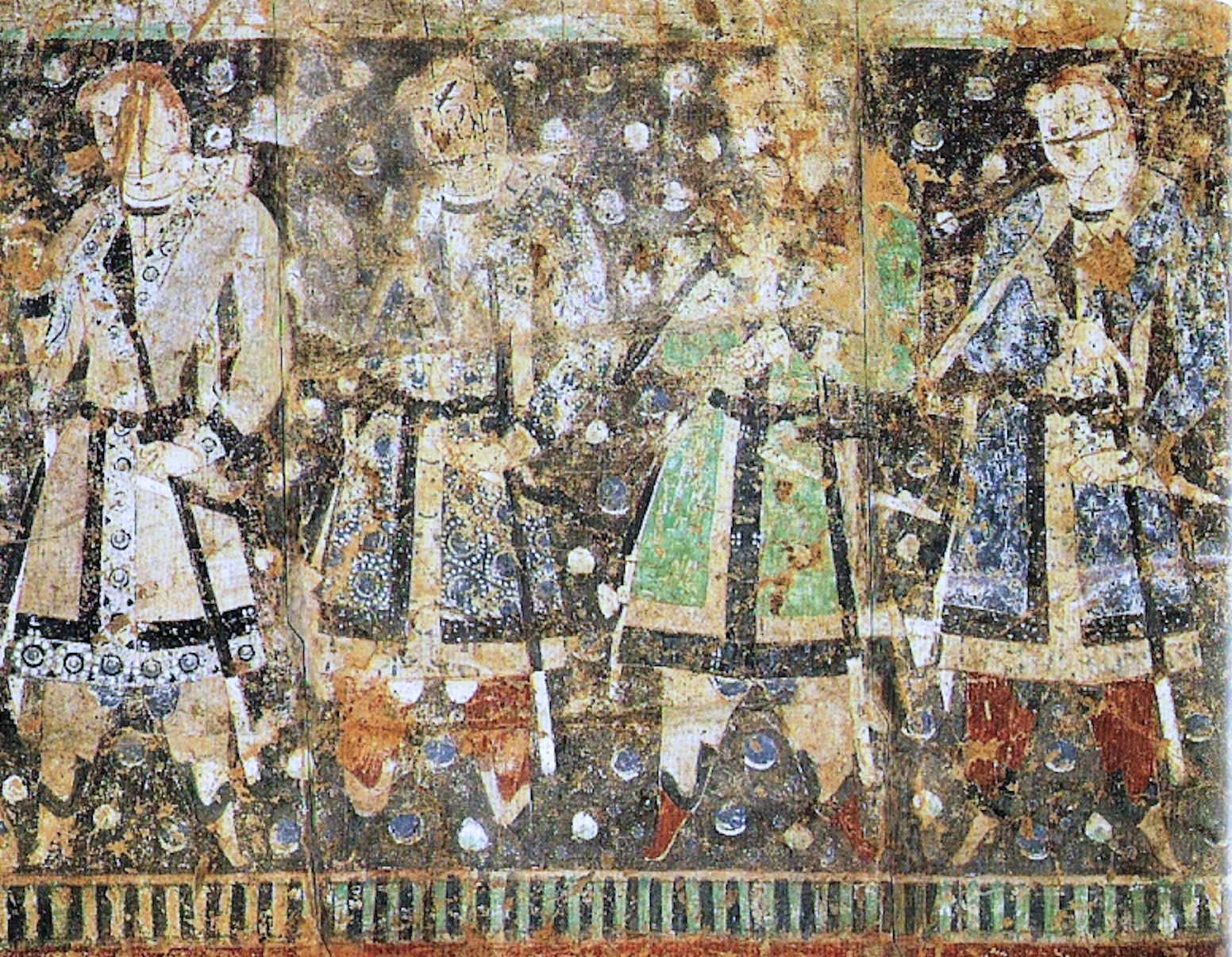
"Tocharian donors", 6th-century mural from the Kizil Caves

Tang campaign against the oasis states

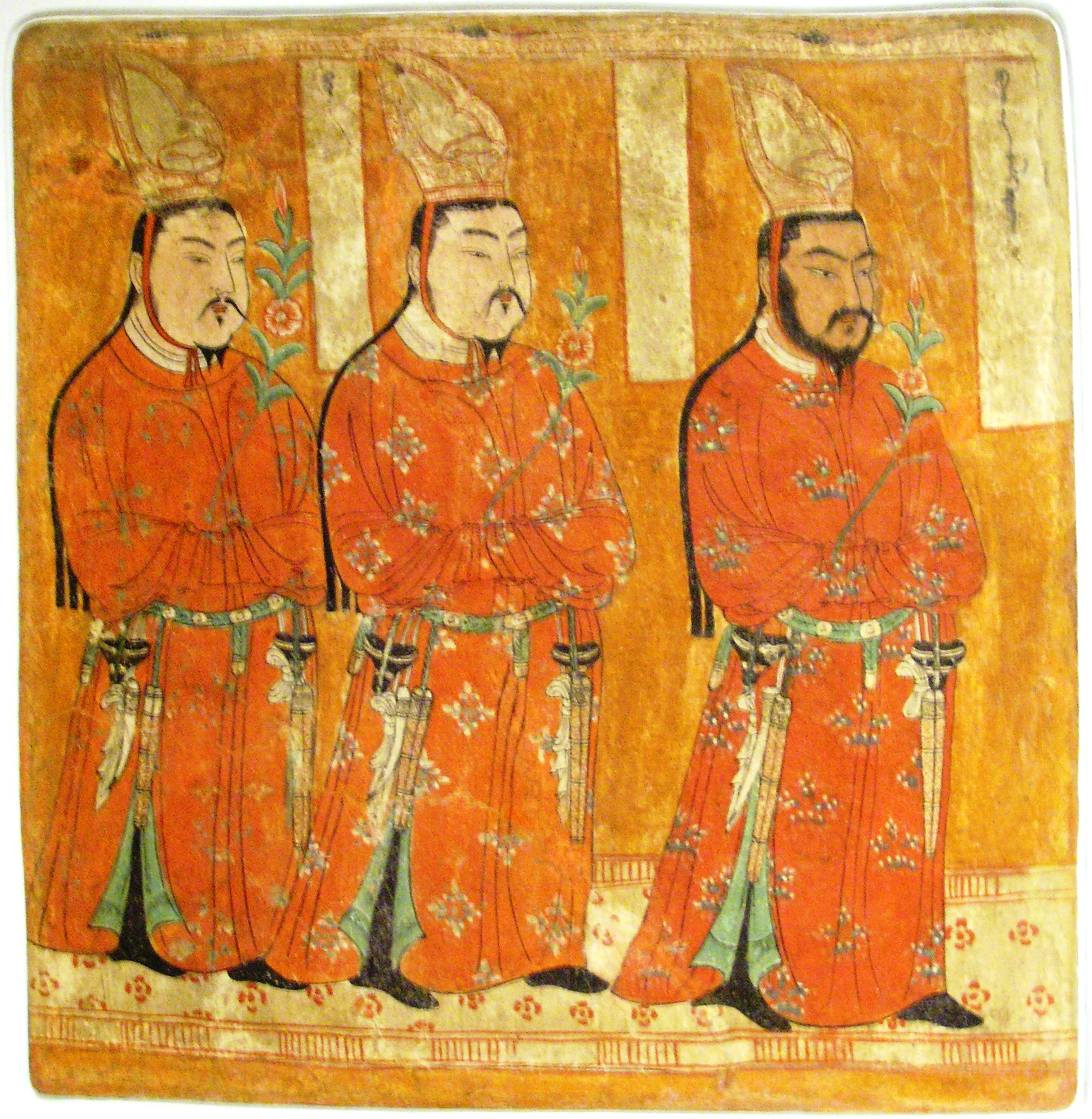
Uyghur princes from the Bezeklik murals

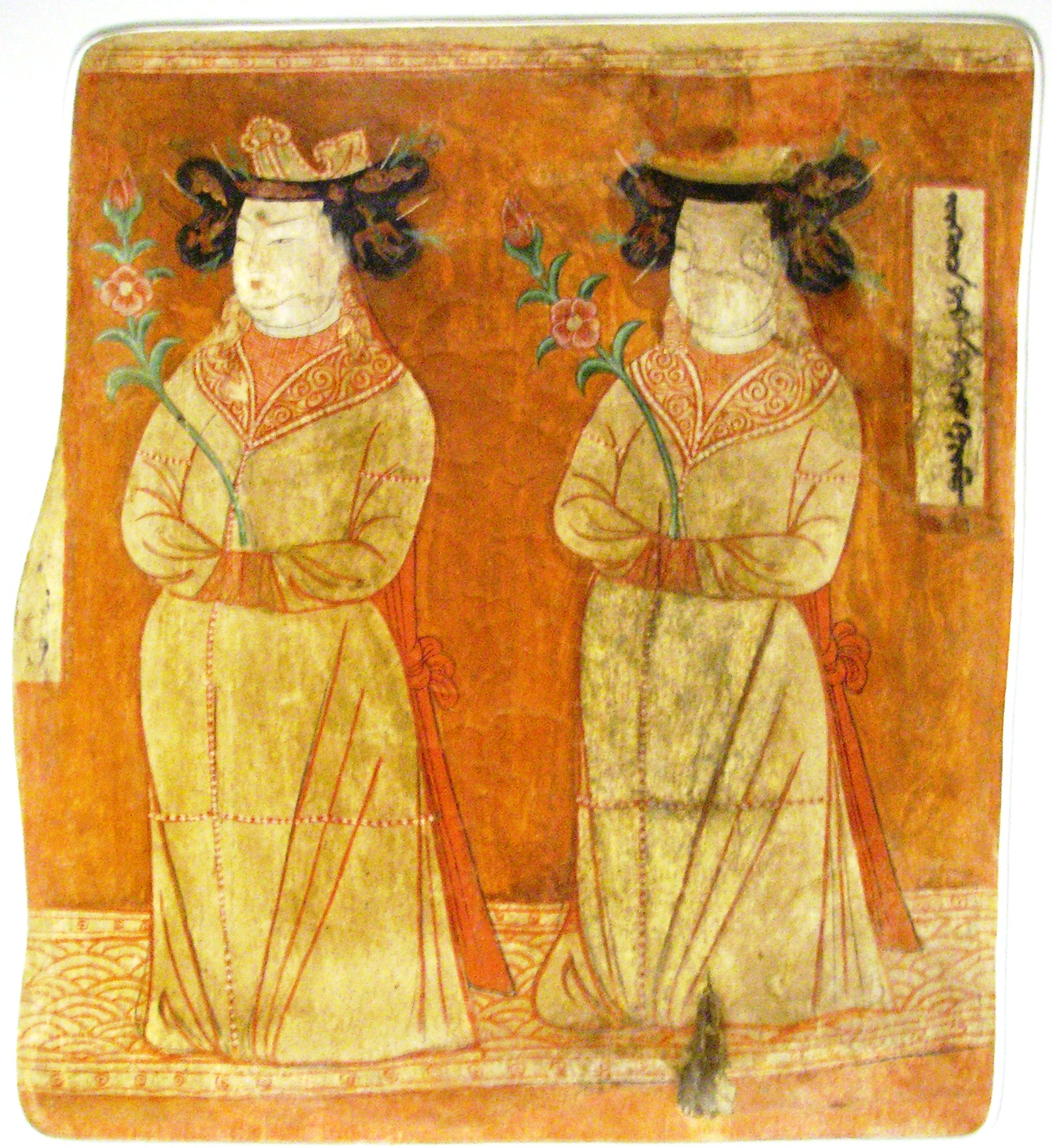
Uyghur princesses from the Bezeklik murals

اسلامی‌سازی و ترکی‌سازی در سین کیانگ (انگلیسی: Islamicisation and Turkicisation of Xinjiang) روند نفوذ اسلام و اقوام ترک در سین کیانگ را بررسی می‌کند. در منطقهٔ تاریخی که امروزه سین کیانگ نامیده می‌شود و شامل مناطق متمایز حوضهٔ تاریم و جونغارستان است، تخارهای هندواروپایی و مردمان سکایی ایرانی‌تبار سکونت داشتند و پیرو دین بودایی بودند. این منطقه در اثر تجاوز و هجوم مسلمان ترک‌تبار تحت ترک سازی و اسلامی‌سازی قرار گرفت.
آن‌ها در دورهٔ دودمان هان در اثر جنگ میان دودمان هان و شیونگ نو (هیونگ نو، Xiongnu) به عنوان قیومیت مناطق غربی (Protectorate of the Western Regions) تحت فرماندهی چینی‌ها قرار گرفتند. دوباره و این بار در زمان دودمان تانگ در اثر جنگ میان خانات ترک و دودمان تانگ به عنوان قیومیت عمومی برای آرام کردن غرب زیر تسلط چینی‌ها قرار گرفتند. برخی ملی‌گرایان اویغور ادعا می‌کنند که اویغورها شش هزار سال پیش بروز کرده‌اند در حالی که دیگران پذیرفته‌اند که بیشتر نظریه‌های اخیر نشان می‌دهند که آن‌ها از مردم شیونگ نو به وجود آمده‌اند.
اسلامی‌سازی در سین کیانگ در اوایل سدهٔ دهم میلادی آغاز شد ولی تا سدهٔ هفدهم میلادی تکمیل نشد. فشار برای ایجاد یک دولت مستقل که امروزه با نام ترکستان شرقی شناخته می‌شود در سدهٔ نوزدهم شروع شد و تا امروز ادامه دارد. در ۱۹۴۹ میلادی این منطقه به‌طور رسمی به چین الحاق شد و در ۱۹۵۵ میلادی به‌طور رسمی ناحیهٔ خودمختار اویغور سین‌کیانگ (Xinjiang Uyghur Autonomous Region) نامیده شد. بیش از نصف جمعیت کنونی اویغور هستند، هر چند از سال ۱۹۴۹ چینی‌های هان در اثر فشار دولت چین برای بهبود اقتصاد، به‌طور پیوسته به این منطقه مهاجرت می‌کنند.